# Copa White Ribbon 2011-12
La Copa White Ribbon 2011-12 va ser la primera temporada de la Copa White Ribbon des de la seva creació el 2011. El torneig va ser patrocinat per White Ribbon New Zealand, una organització no governamental contra la violència contra les dones. La copa començà el 3 de desembre de 2011 i acabà l'1 d'abril de 2012.
La final va ser contestada l'1 d'abril entre els guanyadors de la Conferència Nord, Waikato FC, i els guanyadors de la Conferència Sud, Team Wellington. El Team Wellington s'endugué la victòria en la final a Hamilton on golejaren amb un contundent 5 a 1. La victòria en aquest campionat per al Team Wellington significà el primer trofeu guanyat pel club de la capital neozelandesa.

## Clubs
D'acord amb el format de com funciona la Copa White Ribbon, els sis clubs que no es classificaren per a la Lliga de Campions de l'OFC 2011-12 participaren en la primera edició d'aquest torneig.

### Ciutats i estadis
| Equip               | Ciutat           | Estadi               | Capacitat |
| ------------------- | ---------------- | -------------------- | --------- |
| Canterbury United   | Christchurch     | English Park         | 8.000     |
| Hawke's Bay United  | Napier           | Bluewater Stadium    | 4.000     |
| Otago United        | Dunedin          | Forsyth Barr Stadium | 30.500    |
| Team Wellington     | Wellington       | Newtown Park         | 10.000    |
| Waikato FC          | Hamilton         | Porritt Stadium      | 2.000     |
| YoungHeart Manawatu | Palmerston North | Memorial Park        | 8.000     |

### Entrenadors i capitans
| Equip               | Entrenador        | Capità           | Fabricant de la samarreta | Patrocinador de la samarreta |
| ------------------- | ----------------- | ---------------- | ------------------------- | ---------------------------- |
| Canterbury United   | Keith Braithwaite | Dan Terris       | Samurai                   | Robbie's Bar and Bistro      |
| Hawke's Bay United  | Chris Greatholder | Bill Robertson   | Umbro                     | Kinetic Electrical           |
| Otago United        | Richard Murray    | Tristan Prattley | Canterbury                | Gran's Remedy                |
| Team Wellington     | Matt Calcott      | Karl Whalen      | Lotto Sport Italia        | Exodus Health & Fitness Club |
| Waikato FC          | Declan Edge       | Adam Thomas      | Nike                      | The Soccer Shop              |
| YoungHeart Manawatu | Stu Jacobs        | Nathan Cooksley  | Umbro                     | New Zealand Pharmaceuticals  |

## Classificació
Conferència Nord
| Equip               | J | G | E | P | GF | GC | DG | Pts |
| ------------------- | - | - | - | - | -- | -- | -- | --- |
| Waikato FC          | 2 | 2 | 0 | 0 | 5  | 1  | +4 | 6   |
| Hawke's Bay United  | 2 | 1 | 0 | 1 | 5  | 2  | +3 | 3   |
| YoungHeart Manawatu | 2 | 0 | 0 | 2 | 1  | 8  | –7 | 0   |

Conferència Sud
| Equip             | J | G | E | P | GF | GC | DG | Pts |
| ----------------- | - | - | - | - | -- | -- | -- | --- |
| Team Wellington   | 2 | 2 | 0 | 0 | 9  | 1  | +8 | 6   |
| Canterbury United | 2 | 1 | 0 | 1 | 2  | 3  | –1 | 3   |
| Otago United      | 2 | 0 | 0 | 2 | 2  | 8  | –6 | 0   |

## Fase de grups
Entre els dos grups, cada equips juga contra cada altre equip un cop i els guanyadors dels dos grups es classifiquen per a la final.

### Ronda 1
Conferència Nord
| Waikato FC               | 2 – 0   | Hawke's Bay United |
| ------------------------ | ------- | ------------------ |
| Lissette 17' · Hicks 29' | Crònica |                    |

Conferència Sud
| Team Wellington    | 3 – 0   | Canterbury United |
| ------------------ | ------- | ----------------- |
| Lucas 9', 20', 30' | Crònica |                   |

### Ronda 2
Conferència Nord
| Waikato FC                    | 3 – 1                | YoungHeart Manawatu |
| ----------------------------- | -------------------- | ------------------- |
| A. Thomas 28', 40' · Awad 50' | Vista prèvia Crònica | 18' Soromon         |

 Owen Delany Park, Taupo
Conferència Sud
| Canterbury United                 | 2 – 1                | Otago United |
| --------------------------------- | -------------------- | ------------ |
| Clapham 6' (pen.) · MacIntyre 18' | Vista prèvia Crònica | 85' Hancock  |

 ASB Football Park, Christchurch

### Ronda 3
Conferència Nord
| Hawke's Bay United                                                | 5 – 0                | YoungHeart Manawatu |
| ----------------------------------------------------------------- | -------------------- | ------------------- |
| S. Wilson 26', 37' · D. Wilson 42' · Hastings 78' · Hindmarch 84' | Vista prèvia Crònica |                     |

Conferència Sud
| Otago United        | 1 – 6                | Team Wellington                                        |
| ------------------- | -------------------- | ------------------------------------------------------ |
| Prattley 53' (pen.) | Vista prèvia Crònica | 1', 43', 46' Fenton · 4', 44' (pen.) Eagar · 82' Lucas |

 Tahuna Park, Dunedin

## Final
| 1 d'abril de 2012 13:00 (UTC+12) |           |                                                                    |                                                            |
| Waikato FC                       | 1 – 6 85% | Team Wellington                                                    | Gower Park, Hamilton Àrbitre: Mark Hester Assistència: 300 |
| A. Thomas 55' (pen.)             |           | 12', 57', 75' Galbraith · 16' Fleming · 46' Fa'arodo · 90+5' Lucas | Gower Park, Hamilton Àrbitre: Mark Hester Assistència: 300 |

| Waikato FC | Team Wellington |

| WAIKATO FC:    |    |                 |     |
|                |    |                 |     |
|                | 25 | Mark Fulcher    |     |
|                | 2  | Tyler Lissette  |     |
|                | 3  | Jesse Smith     | 79' |
|                | 4  | Mohammed Awad   |     |
|                | 9  | Michael Mayne   |     |
|                | 10 | Adam Thomas (c) |     |
|                | 15 | Jesse Edge      |     |
|                | 19 | Harry Edge      |     |
|                | 21 | Tyler Boyd      |     |
|                | 23 | Jordan Shaw     | 58' |
|                | 24 | Ryan Thomas     |     |
| Substitucions: |    |                 |     |
|                | 11 | Dan Looker      |     |
|                | 12 | Danyon Drake    |     |
|                | 13 | Bailey Webster  |     |
|                | 18 | Mohammed Aided  | 79' |
|                | 22 | Adam Wallis     | 58' |
| Entrenador:    |    |                 |     |
| Declan Edge    |    |                 |     |

| TEAM WELLINGTON: |    |                     |     |
|                  |    |                     |     |
|                  | 1  | Phil Imray          |     |
|                  | 2  | Tim Schaeffers      |     |
|                  | 4  | Michael Eagar       |     |
|                  | 5  | Jonathan Raj        |     |
|                  | 6  | Darren Cheriton (c) |     |
|                  | 7  | Luke Rowe           |     |
|                  | 9  | Patrick Fleming     |     |
|                  | 11 | Henry Fa'arodo      |     |
|                  | 12 | Ethan Galbraith     |     |
|                  | 17 | Dominic Rowe        | 64' |
|                  | 22 | Justin Gulley       |     |
| Substitucions:   |    |                     |     |
|                  | 10 | Dakota Lucas        | 64' |
|                  | 16 | Campbell Parkin     |     |
|                  | 18 | Michael Fifi'i      |     |
|                  | 25 | Scott Basalaj       |     |
| Entrenador:      |    |                     |     |
| Matt Calcott     |    |                     |     |

## Màxims golejadors
El màxim golejador de la copa de la temporada va ser Dakota Lucas, jugador neozelandès que marcà un total de 5 gols en el torneig.
| 5 | NZL                 | Dakota Lucas      | Team Wellington     | 3 |   | 1 | 1 |
| 3 | NZL                 | Louis Fenton      | Team Wellington     |   |   | 3 |   |
| 3 | NZL                 | Ethan Galbraith   | Team Wellington     |   |   |   | 3 |
| 3 | NZL                 | Adam Thomas       | Waikato FC          |   | 2 |   | 1 |
| 2 | NZL                 | Michael Eagar     | Team Wellington     |   |   | 2 |   |
| 2 | NZL                 | Stu Wilson        | Hawke's Bay United  |   |   | 2 |   |
| 1 | Somalia             | Mohammed Awad     | Waikato FC          |   | 1 |   |   |
| 1 | NZL                 | Aaron Clapham     | Canterbury United   |   | 1 |   |   |
| 1 | the Solomon Islands | Henry Fa'arodo    | Team Wellington     |   |   |   | 1 |
| 1 | NZL                 | Patrick Fleming   | Team Wellington     |   |   |   | 1 |
| 1 | NZL                 | Ant Hancock       | Otago United        |   | 1 |   |   |
| 1 | NZL                 | Matt Hastings     | Hawke's Bay United  |   |   | 1 |   |
| 1 | NZL                 | Jason Hicks       | Waikato FC          | 1 |   |   |   |
| 1 | ENG                 | Stephen Hindmarch | Hawke's Bay United  |   |   | 1 |   |
| 1 | NZL                 | Tyler Lissette    | Waikato FC          | 1 |   |   |   |
| 1 | NZL                 | Geoff MacIntyre   | Canterbury United   |   | 1 |   |   |
| 1 | NZL                 | Tristan Prattley  | Otago United        |   |   | 1 |   |
| 1 | VAN                 | Seule Soromon     | YoungHeart Manawatu |   | 1 |   |   |
| 1 | ENG                 | Danny Wilson      | Hawke's Bay United  |   |   | 1 |   |